# 徐立孫
徐立孫（1897年—1969年)，名卓，字立孫，號笠僧，有時會被誤作「立蓀」。江蘇南通人。古琴、琵琶演奏家。古琴師承王燕卿，為梅庵琴派第二代；琵琶師承崇明派沈肇州。

## 生平
徐家世居南通城內寺街。徐立孫於1916年入南京高等師範學校就讀，向胡先驌、柳詒徵、王伯沆、陶行知、李叔同、周鈴蓀等人學習。不久，學校聘了王燕卿和沈肇州，徐立孫也從他們學習古琴和琵琶。
1920年10月和王燕卿一同出席上海的晨風廬琴會，二人技驚四座。半年後王燕卿逝世，徐立孫因而和邵森開始整理王燕卿遺留的「龍吟觀譜殘稿」。
1922年回南通先後在江蘇省立第七中學、南通女子師範學校、江蘇省立第一師範學校擔任生物及音樂教師，開始有學生向他學琴。此期間他也創作學堂樂歌並用於教學。
1929年沈肇州逝世，為了紀念王燕卿和沈肇州二師，徐立孫和邵森、孫宗彭等人於1929年在南通成立「梅庵琴社」，其宗旨「以古琴為主，琵琶副焉」。1930年，基於王燕卿遺稿的琴譜完成，題為《梅庵琴譜》。由於「梅庵琴社」的成立及《梅庵琴譜》的刊行，琴人間開始以「梅庵琴派」之名相稱。另編有《梅庵琵琶譜》。
1936年左右曾參與今虞琴社活動。
1938年南通淪陷，徐立孫輾轉遷徙，終於1947年落腳上海，獲今虞琴社友人幫助，並以教職謀生。

## 傳承
學生眾多，包括陳心園、朱惜辰、劉景韶、吳宗漢、王吉儒、吳自英、劉赤城、凌純聲等人在內。
其中朱惜辰曾被徐立孫多次讚美，比方說：「就是因為我徒弟彈得比我好，所以我更要天天練！」。1953年，徐立孫曾向查阜西推薦讓朱惜辰參加《幽蘭》打譜活動，他表示：「朱惜辰已經得到了我的真傳，是梅庵派的理想傳人。他彈的〈搔首問天〉已勝過我了。」
朱惜辰在1958年投水而亡，加上先前夏沛霖、楊澤章等人早逝，徐立孫感到後繼乏人，多次提出了關門弟子的想法。後發現邵磐世的才能，積極培養，但徐立孫過世後，邵磐世被迫害至死。
文革後，由陳心園獨自經營梅庵琴社。

## 錄音
- 收錄於《梅庵琴韻》專輯，雨果唱片出版。

## 外部連結
- YouTube上的〈搗衣〉，收錄於《中國音樂大全‧古琴卷》